# Зеефельд (Шлезвіг-Гольштейн)
Зеефельд (нім. Seefeld) — громада в Німеччині, розташована в землі Шлезвіг-Гольштейн. Входить до складу району Рендсбург-Екернферде. Складова частина об'єднання громад Міттельгольштайн.
Площа — 6,77 км2. Населення становить 345 ос. (станом на 31 грудня 2020).